# Elfriede Senden
Elfriede Senden (* 6. Juli 1900 in Lennep als Elfriede Wever; † 30. November 1941 ebenda) war eine deutsche Mittelstreckenläuferin.
Bei den Olympischen Spielen 1928 in Amsterdam wurde sie Neunte über 800 Meter.
Ihre persönliche Bestzeit von 2:24,8 min stellte sie am 19. August 1928 in Berlin auf. Sie startete für den VfL 07 Lennep.